# Reformiert-Apostolischer Gemeindebund
Der Reformiert-Apostolische Gemeindebund (RAG) war von 1921 bis 1994 eine christliche Freikirche in der Tradition der katholisch-apostolischen Gemeinden. Sein Hauptverbreitungsgebiet war Sachsen und Thüringen mit weiteren Gemeinden in Schlesien, Süddeutschland und den Niederlanden.

## Geschichte
Der Reformiert-Apostolische Gemeindebund (RAG) entstand durch Ausschluss der Apostel Carl August Brückner (1872–1949) und Max Ecke (1876–1965) im Mai 1921 aus der Neuapostolischen Kirche (NAK) durch den damaligen Stammapostel und Hauptleiter Hermann Niehaus. Apostel Brückner hatte sich gegen die Machtfülle des Stammapostelamtes gewandt und zeitgemäße Reformen von Lehre und Leben gefordert. Insbesondere die prophetischen Äußerungen des Stammapostel zum positiven Kriegsausgang veränderten ab 1917 und besonders nach dem verlorenen Krieg das Verhältnis. Außerdem gab es Spannungen wegen der Nachfolgeregelung im Stammapostelamt. Eigentlich wäre Brückner selber als Nachfolger vorgesehen gewesen, es wurde aber sein Frankfurter Kollege Johann Gottfried Bischoff eingesetzt. Auch gab es Streitigkeiten über die Zeitschrift Neuapostolische Rundschau, die entgegen ihrem Namen nicht von der Neuapostolischen Kirche oder dem Stammapostel herausgegeben wurde, sondern ein Produkt der in Brückners Bezirk gelegenen Leipziger Gemeinde war.
Am 5. Mai 1921 erklärten sich 89 Amtsträger mit Apostel Brückner solidarisch und ca. 6.000 Gemeindemitglieder schlossen sich ihnen an. Es entstanden unabhängige reformiert-apostolische Gemeinden, die sich jedoch erst 1924 im Reformiert-Apostolischen Gemeindebund vereinsrechtlich organisierten. Das oberste Leitungsorgan des RAG war das Bundeskonzil, dem Apostel C. A. Brückner als sog. Apostelältester vorstand. Man nahm Kontakt zu den in Australien und Südafrika entstandenen Kirchen Apostolic Church of Queensland und Apostolic Church of South Africa – Apostle Unity auf. Ebenso entwickelte sich ein Kontakt zu Hendrik Jacobus Smit in den Niederlanden, der dann in der Folge ab ca. 1934 mit der Hersteld Evangelisch Apostolische Gemeente den niederländischen Zweig des RAG bildete. Im Jahr 1950 wurde Smit dann in Hagen/Westfalen von Apostel Ecke zum Apostel berufen.
Unter Apostel C.A. Brückner trat eine deutliche Liberalisierung der neuapostolischen Lehre ein. Die Vernunft wurde stärker betont und die Bibel kritisch betrachtet. Die in der NAK allgegenwärtige Endzeithoffnung trat stark zurück. Das Hauptanliegen war vielmehr die Erziehung zu praktischem Christentum. Mit dem Beginn des Nationalsozialismus war die Blütezeit der Gemeinschaft vorbei und man entging dem Verbot durch weitgehende, innerhalb des Kreises der Amtsträger aber nicht unumstrittene Anpassung. 1933 trennten sich daher unter Führung Robert Brückner sen. (dem Bruder) sowie dessen Sohnes viele Mitglieder der Gemeinden Leipzig und Netzschkau vom RAG und traten in die evangelische Landeskirche ein. Der Sohn Robert Brückner jun. war Schriftleiter der Reformiert-apostolischen Rundschau, die 1932 in Reformiert-apostolische Botschaft umbenannt wurde. Er hatte 1926 schon mehr Lieder aus dem landeskirchlichen Gesangbuch in das neue reformiert-apostolische Gesangbuch übernommen als vorgesehen und zweifelte immer mehr an der Heilsbedeutung des Apostelamtes. Sein Vater hingegen betonte die Selbständigkeit der Einzelgemeinden gegenüber dem Bund. Auch Apostel Friedrich Heinrichs, der in Berlin mit seiner Gemeinde vor Jahren zum RAG gestoßen war, galt als Kritiker des Anpassungskurses an die Nazis und wurde daher in seinem Wirkungskreis auf Berlin beschränkt.
Der Neuanfang und die Neubesinnung wurden nach dem Krieg von Apostel Max Ecke übernommen. Die restriktive Haltung des SED-Regimes der DDR gegenüber christlichen Glaubensgemeinschaften veranlasste die christlichen Denominationen zu einer engeren Zusammenarbeit, aus der heraus auch der RAG gute ökumenische Beziehungen zu evangelischen Landeskirchen entwickelte. Ihm gelang es auch 1956 in Düsseldorf eine Übereinkunft mit anderen ausgeschlossenen Aposteln und Gemeinden zu erzielen. Es wurde die Vereinigung der Apostel der apostolischen Gemeinden gegründet. Dies war das erste und einzige Mal, dass sich apostolische Gemeinschaften zusammenschlossen und nicht trennten. Die westdeutschen reformiert-apostolischen Gemeinden wurden – auch aufgrund der politischen Ereignisse des Kalten Krieges – mit den Gemeinden der Apostolischen Gemeinschaft vereinigt. In den Niederlanden schlossen sich die 1926 entstandenen reformiert-apostolischen Gemeinden der Hersteld Evangelische Apostolische Gemeente und die 1955 gegründete Apostolische Stichting zur Apostolische Geloofsgemeenschap (ab 1980: Gemeente van Apostolische Christenen) zusammen. Am 8. August 1947 übernahm Max Ecke siebzigjährig den Vorsitz des RAG und führte diesen mit Alwin Ostermann und ab 1951 Paul Schmidt. Am 8. April 1949 verstarb Carl August Brückner mit 77 Jahren in Dresden. 1955 verstarb dann Paul Schmidt aus Görlitz, der die Nachfolge von Apostel Max Ecke hatte antreten sollen. Dieser bat daher 1956 den Evangelisten Rudolf Ludwig nach Görlitz umzuziehen und übertrug ihm 1958 das Bischofs- und am 12. August 1962 zusammen mit Erich Rabe das Apostelamt. Am 19. November 1954 wurde Max Müller für das Vogtland zum Apostel ordiniert. Im Juli 1958 verstarb Apostel Ostermann. Am 22. Oktober 1961 feierte Max Ecke sein 50-jähriges Aposteljubiläum und am 16. Januar 1965 verstarb er nach langer Krankheit. Apostel Ludwig übernahm auf Vorschlag von Apostel Peter Kuhlen und mit Zustimmung der anderen RAG-Apostel den Vorsitz im Bundeskonzil. Apostel Rabe wurde Stellvertreter und Apostel Max Müller verzichtete aufgrund seiner schlechten Gesundheit auf weitere Aufgaben. Max Müller verstarb dann am 27. November 1967 auf der Heimreise von einem Gottesdienst am Totensonntag in Görlitz. 1972 erschien die 3., veränderte Auflage des Gesangbuches mit 723 Liedern, zwei Segenssprüchen und dem Vaterunser sowie Worterklärungen. 1973 wurde Kurt Kretzschmar im Vogtland und 1978 Frank Volkmer in Dresden ins Apostelamt ordiniert. Am 21. April 1974 wurde Apostel Rabe im Alter von 71 Jahren von Apostel Ludwig im Beisein der Apostel Kurt Kretzschmar (Vogtland) und Rudolf Gaßmeyer (Düsseldorf – Vorsitzender der Apostolischen Gemeinschaft) in den Ruhestand gesetzt. Er verstarb im Februar 1985, die Trauerfeier fand am 14. Februar 1985 in Chemnitz statt. Nach der Ruhesetzung von Apostel Rudolf Ludwig am 20. April 1980 übernahm Kurt Kretzschmar den Vorsitz des Reformiert-Apostolischen Gemeindebundes und am 2. Dezember 1992 trat er in den Ruhestand, er verstarb am 28. November 1996 in Netzschkau. Am 8. März 1991 verstarb Rudolf Ludwig. Er hatte über viele Jahre den RAG geprägt. Noch 1989 war die Rufung von Apostel Roland Böhm erfolgt (Ruhesetzung am 19. Oktober 2003), der zusammen mit Apostel Frank Volkmer nach der politischen Wende den RAG 1994 mit der Apostolischen Gemeinschaft zusammenführte. Im Jahre 2006 wurde Apostel Volkmer in den Ruhestand verabschiedet. Bis zur Ordination von Gert Loose aus Radeberg am 1. Juli 2007 waren die ostdeutschen Gemeinden zeitweise ohne Apostelamt aus dem eigenen Bereich. Sie wurden von Apostel Matthias Knauth aus dem Bezirk Nord-West betreut. Dieser stammte jedoch selbst aus dem RAG und wurde Anfang 1983 von Apostel Frank Volkmer gebeten in der Verwaltung des Gemeindebundes in Dresden zu arbeiten, wo er zum 1. Januar 1984 seinen hauptamtlichen Dienst aufnahm. Von 1986 bis zum Zusammenschluss des RAG mit der Apostolischen Gemeinschaft 1994 führte er die RAG-Verwaltung. Seit dem Sommer 1995 lebt er in Duisburg, wo er in der größer gewordenen Gemeinschaft seit 1995 als Ältester des damaligen Bezirkes Hannover (heute Region Nord) durch Bischof Komm eingesetzt wurde. In einem Festgottesdienst in Oberhausen wurde Matthias Knauth am 13. September 1998 durch Apostel Ernst Lenser als dessen Nachfolger zum Apostel für den damaligen Apostelbezirk Duisburg eingesetzt.
Nach der deutschen Wiedervereinigung wurden Wege gesucht, die beiden freien deutschen apostolischen Gemeinschaften, den RAG und die Apostolische Gemeinschaft, zusammenzuführen. Wegen Fristversäumnis konnte eine Vereinigung durch Verschmelzung der beiden Vereine nicht durchgeführt werden. Ein Zusammenschluss gelang daher erst 1994 durch die Auflösung des RAG und den Beitritt der Mitglieder des RAG zur Düsseldorfer Apostolischen Gemeinschaft e. V. Zu dieser Zeit hatte der RAG noch 1.072 Mitglieder in vier Bezirken (Netzschkau 501, Greiz 200, Radeberg/Görlitz 172 und Dresden 200) sowie 99 ordinierte Amtsträger. Überlegungen, für die "neue" Gesamtgemeinschaft einen neuen Namen einzuführen, wurden von Vertretern der Apostolischen Gemeinschaft e. V. nicht unterstützt. Somit ist der RAG unter Aufgabe seines Namens, nicht aber seines Anliegens in der "Apostolischen Gemeinschaft" aufgegangen. Viele Lehrgrundlagen des RAG sind heute Teil der Lehre der Apostolischen Gemeinschaft.

## Lehre
Der RAG hatte ein der Neuapostolischen Kirche vergleichbares Lehrsystem. Ab 1921 setzte im RAG eine deutliche Liberalisierung der neuapostolischen Lehre ein. Die Vernunft wurde stärker betont und die Bibel kritisch betrachtet. Die in der NAK allgegenwärtige Endzeithoffnung trat stark zurück. Das Hauptanliegen war vielmehr die Erziehung zu praktischem Christentum. Auch wandte man sich gegen ein stammapostolisches Leitungsmodell und betonte hingegen die Bedeutung des unabhängigen Apostelamtes und der kollektiven Leitung. Auch den Exklusivanspruch der NAK gegenüber anderen Kirchen vertrat man nicht.
Der RAG hatte ab 1924 ein vier-Artikel Glaubensbekenntnis:
1. Ich glaube an Einen Gott, den allmächtigen Vater, Schöpfer Himmels und der Erde, aller sichtbaren und unsichtbaren Dinge.
2. Ich glaube an den einigen Herrn Jesum Christum, den eingeborenen Sohn Gottes, von dem Vater vor aller Zeit gezeugt, Gott von Gott, Licht vom Licht, wahrhaftiger Gott vom wahrhaftigen Gott, gezeugt und nicht geschaffen, Eines Wesens mit dem Vater, durch welchen alle Dinge gemacht sind, der um uns Menschen und um unserer Seligkeit willen vom Himmel herabgestiegen und Fleisch geworden ist, durch den Heiligen Geist aus Maria der Jungfrau Mensch geworden; auch gekreuzigt für uns unter Pontio Pilato. Er ist gestorben, begraben und am dritten Tage auferstanden nach der Schrift, aufgefahren gen Himmel, sitzet zur Rechten des Vaters und wird wiederkommen in Herrlichkeit, zu richten die Lebendigen und Toten. Seines Reiches wird kein Ende sein.
3. Ich glaube an den Heiligen Geist, der da Herr ist und macht lebendig; der vom Vater und dem Sohne ausgeht, der mit dem Vater und dem Sohne zugleich angebet und verherrlicht wird, der durch die Propheten und durch die Apostel geredet hat und in seiner Gemeinde bis ans Ende durch Apostel regieren, reden und wirken will.
4. Ich glaube an eine heilige allgemeine apostolische Kirche. Ich bekenne eine Taufe als das Wasserbad im Wort, ein heiliges Abendmahl zur Vergebung der Sünden und eine Heilige Versiegelung zur Heiligung des Geisteslebens und warte auf die Auferstehung des Fleisches und auf das Leben der zukünftigen Welt nach den von Jesum Christum nach der Heiligen Schrift gegebenen Verheißungen.

## Ritus
Die meist bereits im Säuglingsalter trinitarisch vollzogene Taufe betonte die Vergebung der Sünden, nicht jedoch Begabung durch den Heiligen Geist. Der Abendmahlsgottesdienst wurde als Gedächtnis-, Liebes-, Gemeinschafts- und Versöhnungsmahl gefeiert. Als drittes Sakrament kannte die RAG das Sakrament der Versiegelung. Dabei wurde durch Handauflegung eines Apostels der Heilige Geist vermittelt. Große Bedeutung hatte auch die Konfirmation, bei der die Kinder nach erfolgter Taufe und Versiegelung in die Gemeinde aufgenommen wurden. Dabei wurden sie unter Handauflegung gesegnet und sprachen die ersten drei, bei besonderer Befähigung auch alle neun Artikel des reformiert-apostolischen Glaubensbekenntnisses.